# 大加戴升
大加戴升，1世纪高句丽蠶支落部人。大加是高句丽的官位。
东汉建武二十三年（閔中王四年，47年）冬十月，高句骊蠶支落部大加戴升等一萬餘口，到乐浪郡内属漢朝。